# Plexippoides nishitakensis
Plexippoides nishitakensis är en spindelart som först beskrevs av Embrik Strand 1907.  Plexippoides nishitakensis ingår i släktet Plexippoides och familjen hoppspindlar. Inga underarter finns listade i Catalogue of Life.